# Chlorocytus spenceri
Chlorocytus spenceri är en stekelart som beskrevs av Graham 1965. Chlorocytus spenceri ingår i släktet Chlorocytus och familjen puppglanssteklar.
Artens utbredningsområde är:
- Spanien.
- Sverige.
- Kroatien.

Arten är reproducerande i Sverige. Inga underarter finns listade i Catalogue of Life.